# Retroculus lapidifer
Retroculus lapidifer är en fiskart som först beskrevs av Castelnau, 1855.  Retroculus lapidifer ingår i släktet Retroculus och familjen Cichlidae. Inga underarter finns listade i Catalogue of Life.